# Hump de Bump
«Hump de Bump» es el quinto sencillo del álbum Stadium Arcadium, de la banda californiana Red Hot Chili Peppers. Originalmente iba a ser un sencillo solamente lanzado en Canadá, EE. UU. y Australia, pero finalmente se optó por lanzarlo internacionalmente. 
A pesar del cambio de estilo musical de lo que es el resto del álbum, su sonido es similar a los primeros temas de la banda. Originalmente el tema se iba a llamar "Ghost Dance" por su línea de bajo parecido a un tema anterior de los Red Hot Chili Peppers, American Ghost Dance, de su segundo álbum, Freaky Styley (1985). Cambiaron el título a "Hump de Bump" cerca del fin de la grabación. Además, Anthony Kiedis anunció que el título que recibió esta canción fue en un entonces "40 Detectives". Se asume que deriva de la letra del tema, exactamente en la parte que dice: "40 detectives this week". Flea contribuye tocando la trompeta en él. Hay un puente instrumental muy "industrial" en el tema, similar al que figura en Breaking the Girl de Blood Sugar Sex Magik (1991). Durante sus conciertos en 2006/2007, Marcel Rodriguez-Lopez acompañaría a la banda con los bongos en esta canción.
Este sería el último video de Frusciante con Red Hot Chili Peppers hasta su regreso a la banda y posterior lanzamiento del clip de Black Summer, primer sencillo de Unlimited Love, duodécimo álbum de la banda.

## Formatos y canciones

### CD single 1
1. «Hump de Bump» – 3:33
2. «Joe» – 3:54
3. «Save This Lady» – 4:17

### Sencillo en CD 2
1. «Hump de Bump» – 3:33
2. «An Opening» (Live)

### UK Single
1. «Hump de Bump» – 3:33
2. «An Opening» (Live)
3. «Blood Sugar Sex Magik» (Live)

### International Maxi CD
1. «Hump de Bump» – 3:33
2. «An Opening» (Live)
3. «Blood Sugar Sex Magik» (Live)

### International 7" Picture Disc
1. «Hump de Bump» – 3:33
2. «An Opening» (Live)

## Curiosidades
- La canción se llamaba originalmente "Ghost Dance 2000", por su parecido en la línea de bajo con American Ghost Dance, de su álbum Freaky Styley, pero finalmente se optó por llamarla Hump De Bump
- Originalmente era un jam de la era Greatest Hits, cuando grabaron dos canciones nuevas para este disco
- Anthony Kiedis, antes de grabarla, llamaba al tema Forty Detectives
- Flea toca la trompeta en esta canción
- Usan un puente instrumental similar al de Breaking The Girl, de Blood Sugar Sex Magik, Durante los show en vivo de 2006, Marcel Rodríguez-López tocaba los gongos en esta sección
- La canción en realidad no es de rap, tiene un ritmo pero después tiene una gran distorsión, y estuvieron a punto de ponerla como "el primer tema rapero de la banda"

## Video musical
El video musical fue grabado en diciembre de 2006, y fue dirigido por Chris Rock. El video fue subido a internet el 9 de marzo, y oficialmente mostrado el 13 de marzo en Australia en el programa Sonrise del Channel Seven's y en América y Canadá el 14 de marzo en Total Request Live. El video se puede ver en el canal de la banda en YouTube: YouTube Channel.

## Trayectoria en las listas
- Billboard Modern Rock: N.º 8
- Australia: N.º 17
- Billboard Mainstream Rock: N.º 27
- Países Bajos: N.º 29
- Letonia: N.º 30
- Reino Unido: N.º 41
- Canadá: N.º 61

- Datos: Q2010095